# Kekawaka
Kekawaka. -Skupina manje-više srodnih indijanskih bandi nastanjenih u Kaliforniji u susjedstvu Wailaki i Lassik Indijanaca. 
Bande i plemena Kekawaka Swanton klasificira u Wailakije, po drugim autorima čine posebne skupine, i možda samostalna plemena ,viz:. 
- Daa'lhsow-kaiyaah (Daalhsow-kaiyaah, Dahlso-kaiya, daLsokaiya)
- K'in'din-kaiyaah (K'andang-kaiya, k'AndANkaiya)
- Ilhkoodin-kaiyaah (iLkodANkaiya, Yoiyidee'-kaiyaah, Ihikodang-kaiya)
- K'aa'snaikot-kaiyaah (Kasnaikotkaiya, Kasnaikot-kaiya)
- Seetaalhtciichow-kaiyaah (Set'ahlchicho-kaiya)

Po kulturi su kekawake srodni susjednim athapaskanskim plemenima s kojima graniče, a temelj privređivanja bilo je sakupljanje žira ('žitarica', mnogih kalifornijskih plemena). 

## Vanjske poveznice
- Wailaki band and place names and their meanings